# Marcin Heyman

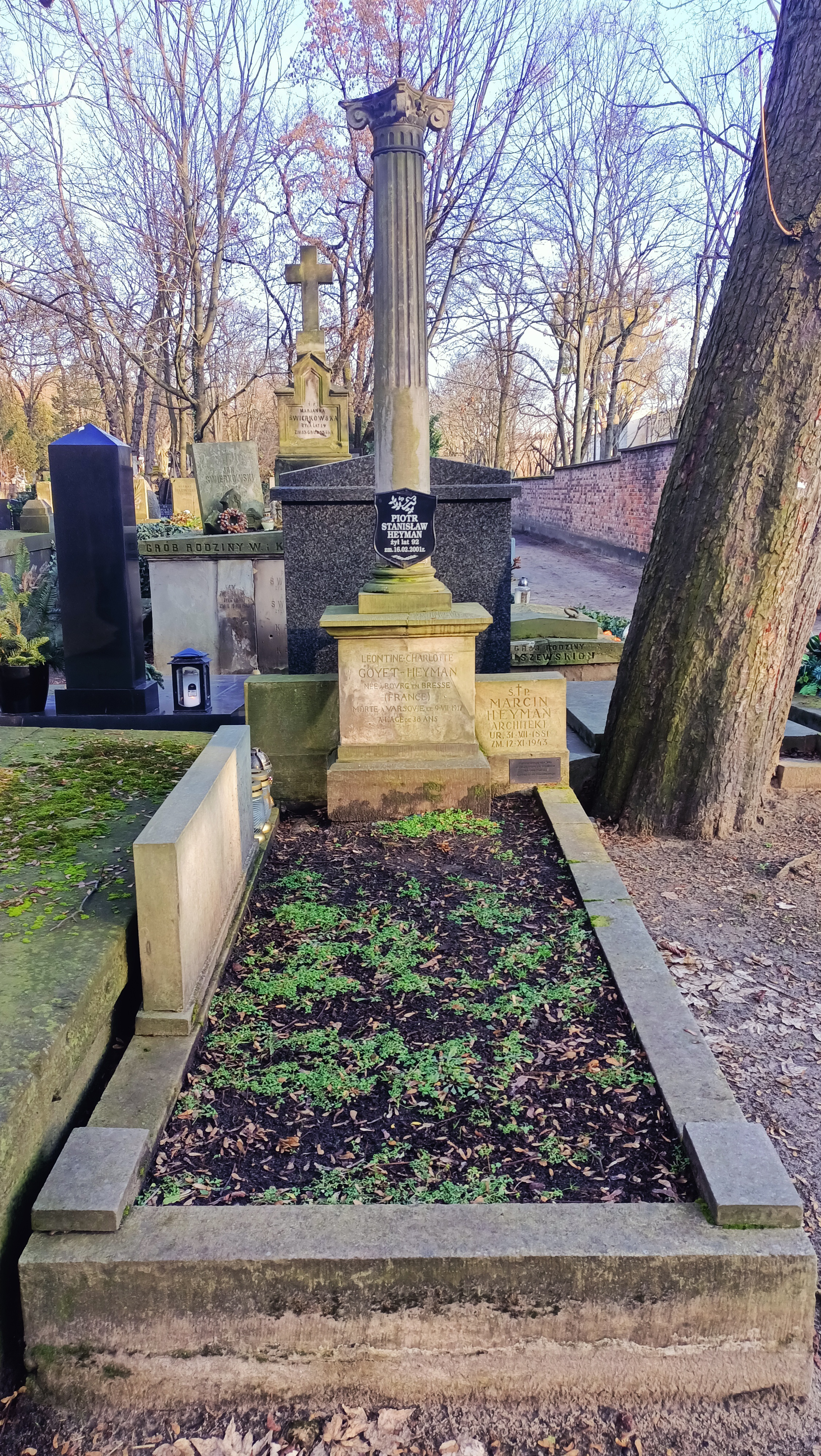
Grób Marcina Heymana na Cmentarzu Powązkowskim

Marcin Heyman (ur. 31 lipca 1881 Kaliszu, zm. 12 listopada 1943 Warszawie) – polski architekt.

## Życiorys
W 1904 ukończył studia na Wydziale Architektury Politechniki w Darmstadt. W 1919 został pierwszym starostą powiatu rypińskiego.
Jako architekt w 1928 zaprojektował restaurację w budynku Pałacu pod Czterema Wiatrami (Dückerta), w którym mieści się Ministerstwo Pracy i Opieki Społecznej w Warszawie na ulicy Długiej 40. Pochowany na Starych Powązkach w kwaterze 28
Był ojcem Jacka Rossiego.